# أوستن سبيرز
أوستن سبيرز (بالإنجليزية: Austin Spurs)‏ هو نادي كرة سلة أمريكي تأسس في 2005 ، يقع مقره الرئيسي في أوستن، تكساس، ويديريه سان أنطونيو سبرز، ويلعب في دوري الرابطة الوطنية لفئة التطوير.

## وصلات خارجية
- الموقع الرسمي